# لوسیانو الوارز
لوسیانو الوارز (انگلیسی: Luciano Álvarez؛ زادهٔ ۳۰ نوامبر ۱۹۷۸) بازیکن فوتبال اهل آرژانتین است.
از باشگاه‌هایی که در آن بازی کرده‌است می‌توان به باشگاه اتلتیکو ایندپندینته، باشگاه فوتبال یئوویل تاون، و باشگاه فوتبال اینتر تورکو اشاره کرد.